# Відеоредактор

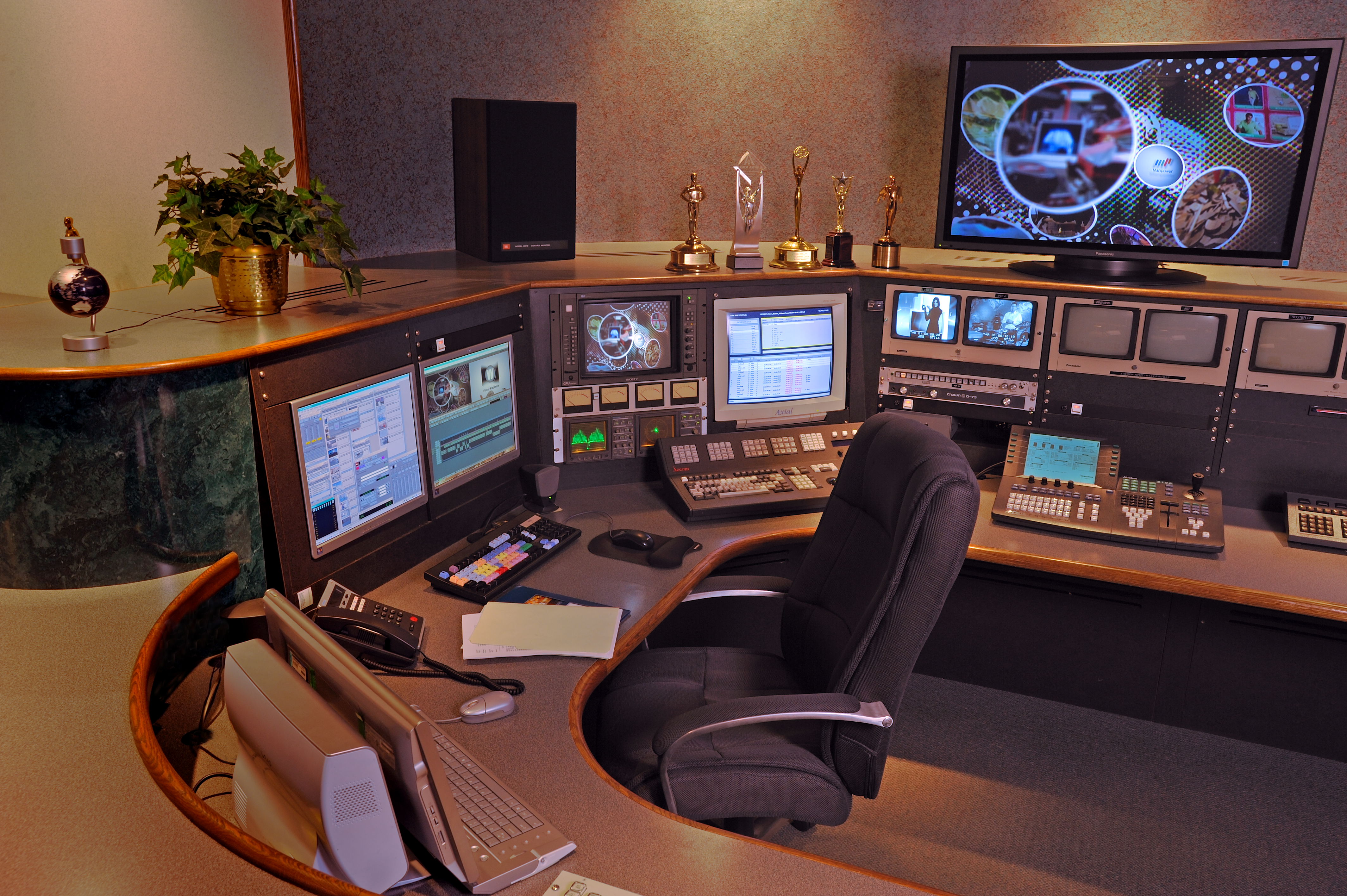
Вигляд студії нелінійного відеомонтажу

Відеоредактор — програмне забезпечення, що охоплює набір інструментів, які дозволяють редагувати відеофайли. Для редагування аналогового відео використовувались коштовні машинні відеоредактори. З розвитком цифрових технологій редагування відео доступне для персональних комп'ютерів і робочих станцій. Редагування відео охоплює різання сегментів (обрізки), повторне збирання відеоряду, додавання переходів та інших спеціальних ефектів.

## Проєкт
Відеоредактор зазвичай передбачає створення проєкту для роботи з відео. Проєкт, у такому випадку, це сукупність всіх налаштувань і змін, які записуються в окремому файлі проєкту. У проєкті зберігаються дані про всі зміни кліпів, розміщених на відео- і звукових доріжках, застосованих ефектах і фільтрах, а також список усіх медіафайлів, які були використані при монтажі. Файл проєкту можна відкрити для подальшого монтажу, при цьому всі раніше використовувані медіафайли повинні бути доступні за допомогою посилань, які були збережені в проєкті. В іншому випадку додаток повідомить про неможливість знайти той чи інший файл. У деяких програмах існує можливість безпосередньо в проєкті зберігати всі сирцеві (?) файли, в такому разі не доведеться піклуватися про збереження їх на своїх місцях, однак копіювання всіх файлів може зайняти додатковий дисковий простір.

### Часова шкала
Часова шкала — (англ. Timeline, монтажна лінійка або монтажний стіл) — елемент інтерфейсу програми — смуга (стрічка), на якій візуально розміщені всі відео- та звукові доріжки, і де власне відбувається монтаж відеоряду. Розташування кліпів на доріжках зліва направо відповідає часу їх появи від початку при відтворенні проєкту. Як часові відліки може використовуватися тайм-код.

### Звуковий супровід
У більшості випадків відео має звуковий супровід. Деякі відеоредактори мають вбудовані можливості для редагування звуку. Звукові доріжки також можливо мікшувати, змінювати рівні гучності, накладати фільтри або звукові ефекти. Для контролю за рівнем звуку застосовується вимірювач рівня, який є у більшості редакторів.

### Запис відеопотоку
Крім можливості завантажувати готові відеофайли, багато редакторів дозволяють захоплювати відео, тобто записувати відеопотік у файл. Як правило, фонограма записується одночасно з відео, але також може бути записана пізніше, при монтажі, у вигляді звукового коментування або додаткового звукового супроводу.
З метою економії дискового простору відеопотік при захопленні стискається, тобто кодується із застосуванням алгоритмів стискування (компресії). Вибір параметрів кодування залежить від можливостей комп'ютера або монтажної станції, розумного співвідношення розміру файлу та якості відео, а також від подальших намірів щодо використання цього файлу.

### Вікно попереднього перегляду
Для перегляду відтвореного відео в відеоредакторі використовується вікно попереднього перегляду. Залежно від версії додатка при цьому можуть демонструватися накладені ефекти і переходи. Також, за наявності плати виведення, відео може транслюватися на зовнішній монітор або інший пристрій відображення через різні інтерфейси: IEEE 1394 , SDI або по HDMI .

### Ефекти
Ефекти і фільтри дозволяють коректувати і змінювати характеристики відео. Найбільш поширеними з них є:
- Кольорокорекція
- Корекція рівнів яскравості
- Шумозаглушення
- Уповільнення / прискорення руху
- Використання нерухомих зображень
- Накладення титрів
- Накладення графічних композицій
- Переходи
- Поліпшення якості відео, підвищення різкості
- Імітують фільтри, наприклад, створюють ефект старого кіно.
- Деформація
- Розумієте
- Генерація різних тестових зображень і таблиць
- Масштабування
- Деінтерлейсінг

### Аналіз відео
Для аналізу відео можуть застосовуватися:
- Вектороскопи
- Гістограма
- Осцилограф

## Функції відеоредактора
Окрім можливості розрізати або склеювати фрагменти відео і звуку, найновіші програми дозволяють змінювати характеристики відео, створювати різні переходи між роликами, змінювати масштаб і формат відео, додавати і усувати шум, здійснювати корекцію кольору, додавати титри і графіку, управляти звуковою доріжкою, нарешті створювати стереоскопічне відео (3D).
Також у процесі монтажу для перегляду в реальному часі накладених ефектів може застосовуватися попереднє опрацювання або пререндеринг, в цьому випадку опрацьований фрагмент відео записується в тимчасовий файл або в оперативну пам'ять.
Ступінь стиснення відеопотоку і формат кодека визначається цілями подальшого застосування цього відео. Для високоякісної трансляційної продукції потрібні відеоматеріали з мінімальними спотвореннями, тобто з малим ступенем стиснення і, відповідно, з потоком для відео стандартної чіткості від 25 Мбіт/с і вище. Для розміщення в інтернеті і для запису на мобільні пристрої застосовуються ефективні кодеки, що дозволяють отримати прийнятну якість зображення з невисоким бітрейтом потоку даних — 1-2 Мбіт/с для відео стандартної чіткості. Відео високої чіткості вимагає високих бітрейтів і, відповідно, підвищених вимог до системних ресурсів комп'ютера або монтажної станції.

### Захоплення
Крім можливості завантажувати готові відеофайли, багато редакторів дозволяють захоплювати відео, тобто зберігати відеопотік у файл. Як правило, фонограма записується одночасно з відео, але також може бути записана пізніше, при монтажі, у вигляді аудіокоментар або додаткового звукового супроводу.
З метою економії дискового простору відеопотік при захопленні стискається, тобто кодується із застосуванням алгоритмів компресії. Вибір параметрів кодування залежить від можливостей комп'ютера або монтажної станції, розумного співвідношення розміру файлу та якості відео, а також від подальших намірів щодо використання цього файлу.

### Монтаж
Найпростішими можливостями монтажу володіють всі відеоредактори, як то можливість розрізати або склеювати фрагменти відео та звуку. Але більш просунуті додатки мають набагато більше можливостей, що дозволяють змінювати характеристики відео, створювати різні переходи між роликами, змінювати масштаб і формат відео, додавати і усувати шум, виробляти колірну корекцію, додавати титри і графіку, управляти звуковою доріжкою, нарешті, створювати стереоскопічне відео (3D).

### Фінальний прорахунок
Залежно від цілей подальшого використання отриманої після монтажу відеопрограми, необхідно виконати фінальний прорахунок (рендеринг) і стиск відео — і аудіоматеріалу .
Фінальний прорахунок дозволяє створити нове відео, з застосованими в проєкті ефектами і переходами. Для складних проєктів ця операція вимагає значних системних ресурсів і може віднімати чимало часу. Також в процесі монтажу для перегляду в реальному часі накладених ефектів може застосовуватися попередній прорахунок або пре-рендеринг, в цьому випадку прорахований фрагмент відео записується в тимчасовий файл або в оперативну пам'ять.

### Стиснення
Ступінь стиснення відеопотоку і формат кодека визначається цілями подальшого застосування цього відео. Для високоякісної мовної продукції потрібні відеоматеріали з мінімальними спотвореннями, тобто з малим ступенем стиснення і, відповідно, з великим потоком — для відео стандартної чіткості від 25 Мбіт / с і вище. Для розміщення в інтернеті і для запису на мобільні пристрої застосовуються ефективні кодеки, що дозволяють отримати прийнятну якість зображення з невисоким потоком даних — 1-2 Мбіт / с для відео стандартної чіткості. Відео високої чіткості вимагає великих бітрейтів і, відповідно, підвищених вимог до системних ресурсів комп'ютера або монтажної станції.

### Авторинг
Деякі відеоредактори дозволяють здійснювати DVD-авторинг — процес створення образу DVD-відео. Це операція охоплює створення меню, поділ фільмів на розділи, додавання декількох звукових доріжок для різних мов, додавання субтитрів. Найновіші редактори мають також можливість авторингу Blu-ray. 

## Список відеоредакторів

### Безплатні відеоредактори
- Windows Movie Maker
- VSDC Free Video Editor
- Ezvid Video Editor
- Avidemux
- VirtualDub

### Офлайн відеоредактори
- AviSynth
- Adobe After Effects
- Adobe Premiere
- Avidemux
- Avid Media Composer
- AVS Video Editor
- Camtasia Studio
- Canopus Edius
- Cinelerra
- Corel VideoStudio[ru] (Ulead VideoStudio)
- Kdenlive
- Kino
- LiVES[en]
- Magix[en]
- Movavi Video Editor
- OpenShot Video Editor
- Pinnacle Studio
- PiTiVi
- Vegas
- VirtualDub
- Windows Movie Maker
- Final Cut Pro

### Онлайнові відеоредактори
- Filelab Video Editor
- MIXandMASH.tv
- One True Media
- MotionBox
- Movie Masher
- Photobucket
- Toufee
- popcorn.webmaker.org